# Grand Prix Ruska 2020
Grand Prix Ruska 2020 (oficiálně Formula 1 VTB Russian Grand Prix 2020) se jela na okruhu Sochi Autodrom v Soči v Rusku dne 27. září 2020. Závod byl desátým v pořadí v sezóně 2020 šampionátu Formule 1.

## Kvalifikace
| Poř.                       | No. | Jezdec             | Konstruktér               | Časy v kvalifikaci | Časy v kvalifikaci | Časy v kvalifikaci | Pořadí na startu |
| Poř.                       | No. | Jezdec             | Konstruktér               | Q1                 | Q2                 | Q3                 | Pořadí na startu |
| -------------------------- | --- | ------------------ | ------------------------- | ------------------ | ------------------ | ------------------ | ---------------- |
| 1                          | 44  | Lewis Hamilton     | Mercedes                  | 1:32.983           | 1:32.835           | 1:31.304           | 1                |
| 2                          | 33  | Max Verstappen     | Red Bull Racing-Honda     | 1:33.630           | 1:33.157           | 1:31.867           | 2                |
| 3                          | 77  | Valtteri Bottas    | Mercedes                  | 1:32.656           | 1:32.405           | 1:31.956           | 3                |
| 4                          | 11  | Sergio Pérez       | Racing Point-BWT Mercedes | 1:33.704           | 1:33.038           | 1:32.317           | 4                |
| 5                          | 3   | Daniel Ricciardo   | Renault                   | 1:33.650           | 1:32.218           | 1:32.364           | 5                |
| 6                          | 55  | Carlos Sainz Jr.   | McLaren-Renault           | 1:33.967           | 1:32.757           | 1:32.550           | 6                |
| 7                          | 31  | Esteban Ocon       | Renault                   | 1:33.557           | 1:33.196           | 1:32.624           | 7                |
| 8                          | 4   | Lando Norris       | McLaren-Renault           | 1:33.804           | 1:33.081           | 1:32.847           | 8                |
| 9                          | 10  | Pierre Gasly       | AlphaTauri-Honda          | 1:33.734           | 1:33.139           | 1:33.000           | 9                |
| 10                         | 23  | Alexander Albon    | Red Bull Racing-Honda     | 1:33.919           | 1:33.153           | 1:33.008           | 15               |
| 11                         | 16  | Charles Leclerc    | Ferrari                   | 1:34.071           | 1:33.239           |                    | 10               |
| 12                         | 26  | Daniil Kvjat       | AlphaTauri-Honda          | 1:33.511           | 1:33.249           |                    | 11               |
| 13                         | 18  | Lance Stroll       | Racing Point-BWT Mercedes | 1:33.852           | 1:33.364           |                    | 12               |
| 14                         | 63  | George Russell     | Williams-Mercedes         | 1:34.020           | 1:33.583           |                    | 13               |
| 15                         | 5   | Sebastian Vettel   | Ferrari                   | 1:34.134           | 1:33.609           |                    | 14               |
| 16                         | 8   | Romain Grosjean    | Haas-Ferrari              | 1:34.592           |                    |                    | 16               |
| 17                         | 99  | Antonio Giovinazzi | Alfa Romeo Racing-Ferrari | 1:34.594           |                    |                    | 17               |
| 18                         | 20  | Kevin Magnussen    | Haas-Ferrari              | 1:34.681           |                    |                    | 18               |
| 19                         | 6   | Nicholas Latifi    | Williams-Mercedes         | 1:35.066           |                    |                    | 20               |
| 20                         | 7   | Kimi Räikkönen     | Alfa Romeo Racing-Ferrari | 1:35.267           |                    |                    | 19               |
| 107% času vítěze: 1:39.141 |     |                    |                           |                    |                    |                    |                  |
| Zdroj:                     |     |                    |                           |                    |                    |                    |                  |

Poznámky
1. 1 2  Alexander Albon a Nicholas Latifi obdrželi trest posunu o 5 míst vzad za neplánovanou výměnu převodovky.

## Závod
| Poř.                                                                 | No. | Jezdec             | Konstruktér               | Počet kol | Čas/Odstoupení | Pořadí na startu | Body |
| -------------------------------------------------------------------- | --- | ------------------ | ------------------------- | --------- | -------------- | ---------------- | ---- |
| 1                                                                    | 77  | Valtteri Bottas    | Mercedes                  | 53        | 1:34:00.364    | 3                | 26   |
| 2                                                                    | 33  | Max Verstappen     | Red Bull Racing-Honda     | 53        | +7.729         | 2                | 18   |
| 3                                                                    | 44  | Lewis Hamilton     | Mercedes                  | 53        | +22.729        | 1                | 15   |
| 4                                                                    | 11  | Sergio Pérez       | Racing Point-BWT Mercedes | 53        | +30.558        | 4                | 12   |
| 5                                                                    | 3   | Daniel Ricciardo   | Renault                   | 53        | +52.065        | 5                | 10   |
| 6                                                                    | 16  | Charles Leclerc    | Ferrari                   | 53        | +1:02.186      | 10               | 8    |
| 7                                                                    | 31  | Esteban Ocon       | Renault                   | 53        | +1:08.006      | 7                | 6    |
| 8                                                                    | 26  | Daniil Kvjat       | AlphaTauri-Honda          | 53        | +1:08.740      | 11               | 4    |
| 9                                                                    | 10  | Pierre Gasly       | AlphaTauri-Honda          | 53        | +1:29.766      | 9                | 2    |
| 10                                                                   | 23  | Alexander Albon    | Red Bull Racing-Honda     | 53        | +1:37.860      | 15               | 1    |
| 11                                                                   | 99  | Antonio Giovinazzi | Alfa Romeo Racing-Ferrari | 52        | +1 kolo        | 17               |      |
| 12                                                                   | 20  | Kevin Magnussen    | Haas-Ferrari              | 52        | +1 kolo        | 18               |      |
| 13                                                                   | 5   | Sebastian Vettel   | Ferrari                   | 52        | +1 kolo        | 14               |      |
| 14                                                                   | 7   | Kimi Räikkönen     | Alfa Romeo Racing-Ferrari | 52        | +1 kolo        | 19               |      |
| 15                                                                   | 4   | Lando Norris       | McLaren-Renault           | 52        | +1 kolo        | 8                |      |
| 16                                                                   | 6   | Nicholas Latifi    | Williams-Mercedes         | 52        | +1 kolo        | 20               |      |
| 17                                                                   | 8   | Romain Grosjean    | Haas-Ferrari              | 52        | +1 kolo        | 16               |      |
| 18                                                                   | 63  | George Russell     | Williams-Mercedes         | 52        | +1 kolo        | 13               |      |
| Ret                                                                  | 55  | Carlos Sainz Jr.   | McLaren-Renault           | 0         | Nehoda         | 6                |      |
| Ret                                                                  | 18  | Lance Stroll       | Racing Point-BWT Mercedes | 0         | Kolize         | 12               |      |
| Nejrychlejší kolo: Valtteri Bottas (Mercedes) – 1:37.030 (v kole 51) |     |                    |                           |           |                |                  |      |
| Zdroj:                                                               |     |                    |                           |           |                |                  |      |

Poznámky
1. ↑  Valtteri Bottas získal jeden bod za zajetí nejrychlejšího kola.
2. 1 2  Daniel Ricciardo a Alexander Albon obdržel trest přičtení 5 sekund k času v cíli za nedodržení pravidel ve druhé zatáčce.

## Průběžné pořadí po závodě
Pohár jezdců
|        | Pořadí | Jezdec          | Body |
| ------ | ------ | --------------- | ---- |
|        | 1      | Lewis Hamilton  | 205  |
|        | 2      | Valtteri Bottas | 161  |
|        | 3      | Max Verstappen  | 128  |
|        | 4      | Lando Norris    | 65   |
|        | 5      | Alexander Albon | 64   |
| Zdroj: |        |                 |      |

Pohár konstruktérů
|        | Pořadí | Konstruktér           | Body |
| ------ | ------ | --------------------- | ---- |
|        | 1      | Mercedes              | 366  |
|        | 2      | Red Bull-Honda        | 192  |
|        | 3      | McLaren-Renault       | 106  |
|        | 4      | Racing Point-Mercedes | 104  |
|        | 5      | Renault               | 99   |
| Zdroj: |        |                       |      |